# Воркутинская ТЭЦ-1
Воркутинская ТЭЦ-1 — предприятие энергетики в г. Воркута Республики Коми, входившее в ОАО «Волжская ТГК». Выведено из эксплуатации в 2022 году.
Адрес предприятия: 169901, Республика Коми, г. Воркута, ул. ТЭЦ, дом 35а.

## История
Строительство Воркутинской ТЭЦ-1 началось летом 1940 года. Изначально станция планировалась мощностью 16 МВт — для того времени это должно было создать мощную и надежную энергетическую базу для развития Воркутинского угольного бассейна. 28 декабря 1942 года был пущен в работу первый турбогенератор мощность 5 МВт шведской фирмы «Юнгстрем».
В дальнейшем были установлены и запущены в работу турбогенераторы итальянской фирмы «Франко-Този», чехословацких фирм «Шкода» и «Тамара», английской «Метрополитен-Виккерс» и японской «Мицубиси»; котлоагрегаты — фирм «Дукла» (Чехословакия) и «Комбайшен» (Англия).
В 1961—1963 годах началась реконструкция ТЭЦ-1: вместо устаревшего оборудования были установлены две теплофикационные турбины. К станции для теплоснабжения подключались все новые районы города. Для их обеспечения в 1970-х годах была проведена реконструкция ТЭЦ — построен цех химической очистки воды, смонтирована группа сетевых насосов, введен в работу дополнительный котлоагрегат и многое другое.
Летом 2022 года станция прекратила свое существование как энергетическое предприятие.

## Производственные показатели
| Показатель                                 | 2005  | 2006  | 2007  | 2008  | 2009  | 2010 | 2011 |
| ------------------------------------------ | ----- | ----- | ----- | ----- | ----- | ---- | ---- |
| Выработка электрической энергии, млн кВт⋅ч | 117,4 | 128,0 | 126,8 | 109,5 | 129,6 |      |      |

На станции установлены три турбоагрегата, один из которых введён в 1945 году.
Выдача мощности Воркутинской ТЭЦ-1 осуществляется на напряжении 6 и 35 кВ по ВЛ 35 кВ ТЭЦ-1 — ПС 110 кВ Городская, ТЭЦ-1 — ПС 35 кВ Воркутинская, ТЭЦ-1 — ТЭЦ-2.